# Ђула Кираљ
Ђула Кираљ (мађ. Király Gyula; 28. октобар 1908) бивши мађарски фудбалер, олимпијац, играо је на позицији везисте. 
Ђула Кираљ је прво играо у бојама Немзети ШК, а затим од 1927. године у тиму БСК Елере. Од 1931. године играо је 35 пута у аматерској репрезентацији Мађарске и аматерској репрезентацији Будимпеште. Као члан аматерске репрезентације Мађарске, учествовао је на Олимпијским играма у Берлину 1936. године, али је мађарски тим елиминисан са турнира после пораза од Пољске са 3:0 у утакмици првог кола. Када је његова фудбалска каријера завршена, наставио је да служи свом клубу као тренер.